# Fusobacteriota
Las fusobacterias (Fusobacteriota o también Fusobacteria) son un filo de bacterias anaerobias obligadas Gram negativas con lipopolisacáridos. Son bacilos que se encuentran como comensales o patógenos.
En la taxonomía procariota comprenden su propio reino Fusobacterati.
Los géneros más antiguamente estudiados son Fusobacterium (1920) y Leptotrichia (1879).
Pueden generar absceso cerebral, infección orofaríngea, infección de tracto respiratorio, infección sistémica secundaria, síndrome de Lemierre, infección de tejido blandos e infecciones periodonatales.  

## Relaciones
Fusobacteriota es un grupo muy antiguo, lo que ha hecho difícil definir sus relaciones con otros grupos. Su posición dentro de la filogenia bacteriana ha sido extremadamente elusiva, porque el estudio filogenético molecular ha dado resultados ampliamente diversos, lo que imposibilita afirmar con seguridad su parentesco con otras bacterias. 
Por otro lado, se puede observar que Fusobacteriota tiene características que le asemejan a otros grupos como Cyanobacteriota y Pseudomonadati; por ejemplo, la presencia de las proteínas de choque térmico Hsp60 y Hsp70, la condición de bacteria gramnegativa didérmica por presencia de una membrana externa y la presencia de lipopolisacáridos en dicha membrana; lo que llegó a denominarse en algún momento como la revolución glicobacteriana. Fusobacteriota estaría en la base del supergrupo Pseudomonadati de acuerdo con la filogenia concatenada de los ARN ribosómicos 16S y 23S, así como lo obtenido con análisis genómicos recientes (2019).